# Оріон (БПЛА)

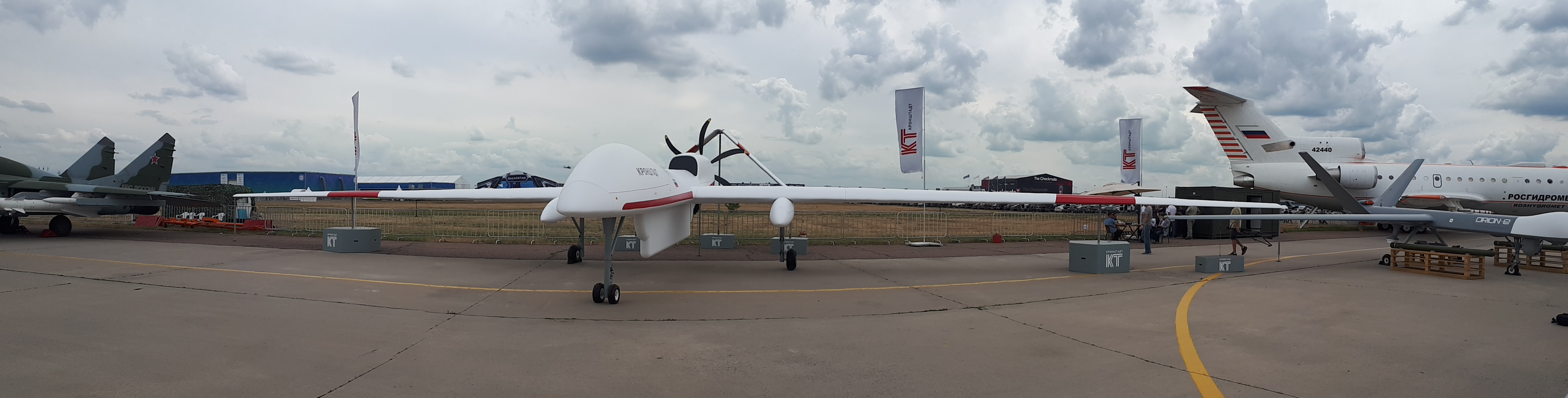
«Оріон-Е» на авіашоу МАКС-2021

«Оріон» — російський безпілотний літальний апарат (БПЛА) середньовисотний великої тривалості польоту (MALE, Medium Altitude, Long Endurance) розробки компанії «Кронштадт» (АФК Система).
БПЛА має середню масу, більшу тривалість польоту і вантажність. Бортове обладнання призначене для візуальної, радіолокаційної або радіотехнічної розвідки з можливістю тривалого патрулювання в заданому районі. Передбачається установка до чотирьох ракет повітря-земля.
Експортний варіант БПЛА називається «Оріон-Е».

## Історія
Розробка БПЛА велася за замовленням Міноборони Росії з 2011 року. У межах дослідно-конструкторської роботи БПЛА проходив з шифром «Іноходець». Головним розробником і виконавцем робіт стала компанія «Транзас» з Санкт-Петербурга. Зараз головний виконавець — Група «Кронштадт».
Зі звіту НВК СПП за 2014 рік стало відомо, що СПП розробляє оптико-електронну станцію для БПЛА «Оріон», серійне виробництво заплановано на 2017 року (30 виробів щорічно).
Перший дослідний зразок для проведення льотних випробувань побудований 2015 року. Того ж року, дослідний зразок «Оріона» був помічений на рязанському військовому аеродромі Протасово.
Випробування почалися в Льотно-дослідницькому інституті ім. Громова в першій половині 2016 року.
Експортна версія цього БПЛА була представлена на авіасалоні МАКС-2017.
На форумі «Армія-2018» група «Кронштадт» представила блок управління озброєнням для безпілотника. 2018 року «Оріон» випробували на застосування авіабомб. У тому ж року безпілотник побував в Сирії, але без застосування озброєння.
На авіасалоні «МАКС-2019» стало відомо, що Міністерство оборони Росії отримає один комплекс до кінця року. У листопаді «Оріон» почав надходити в дослідно-військову експлуатацію у ВКС Росії. 16 листопада один апарат впав в Рязанській області.
20 квітня 2020 року, інформаційне агентство ТАРС повідомило, що Група «Кронштадт» і Міноборони Росії підписали акт приймання першого безпілотного комплексу «Оріон» в складі трьох машин.
16 квітня 2023 року, як зазначає мілітарний, було помічено, що на російському відео у кадр потрапив безпілотник «Оріон», якому на пілони було встановлено два пускові контейнери з ракетами Х-БПЛА.

## Конструкція
Планер середніх розмірів, нормальною аеродинамічною компонування має пряме крило і хвостове оперення V-подібної форми. Фюзеляж має велике подовження, несиметричний поперечний переріз. Для скорочення маси при збереженні показників міцності планер виготовляється з композиційних матеріалів. Крило — середньорозташоване, пряме, великого подовження із невеликим звуженням з розвиненою механізацією. Всі основні засоби механізації управляються за допомогою електродистанційної системи управління (ЕДСУ).
Перед передньою стійкою і за нею є внутрішні об'єми для розміщення корисного навантаження, кріплення для необхідного обладнання та його обтічників.
На дослідному зразку застосовується двигун Rotax 914 потужністю 86 кВт (115 к. с.), оснащений турбокомпресором для підвищення висотності (аналогічний двигун використовується на дослідному зразку БПЛА «Сокіл-300», виробництва КБ «Луч», Україна). Дволопатевий гвинт АВ-115 діаметром 1,9 метра виробляється компанією «Аеросила». Для серійного виробництва компанією «Агат» у взаємодії з ЦІАМ розробляється російський двигун АПД-110/120.

### БРЕО
Використано БРЕО розробки «КТ-Безпілотні системи» та інших фірм виробників:
- інформаційно-керувальної системи;
- системи автоматичного управління;
- апаратури сполучення із загальнооб'єктним обладнанням;
- системи контролю і діагностики бортового обладнання;
- інерціально-супутникової навігаційної системи.

## Корисне навантаження
Корисне навантаження встановлюється або всередині фюзеляжу, або виходячи частково за межі планера, прикривається знімними обтічниками.
Варіанти корисного навантаження:
- цифрова аерофотосистема високої якості;
- національна радіолокаційна система;
- апаратура радіотехнічної розвідки;
- оптико-електронна система.

Корисне навантаження дозволяє вести повітряну розвідку та інформаційне забезпечення дій збройних сил; патрулювання; цілевказання, коректування вогню; топографічне знімання місцевості.

### ОЕС (за даними розробника)
За даними розробника:
- маса МОЕС має: 55,5 кг;
- діаметр — 410 мм;
- висота — 550 мм.

Основні функції:
- огляд простору в видимому й інфрачервоному діапазонах;
- виявлення й автосупроводження наземних і надводних цілей;
- вимірювання дальності до цілі та її підсвітка лазерним випромінюванням.

Перелік інформаційних каналів:
- тепловізійна камера зі змінним кутовим полем;
- телевізійна камера зі змінним кутовим полем;
- телевізійна камера ширококутна;
- лазерний далекомір (безпечний для очей);
- лазерний далекомір/цілевказівник.

Радіолокаційний комплекс: Згідно з Постановою Уряду Росії № 218 від 09.04.2010 р., АТ "Корпорацією «Фазотрон-НИИР» призначено відповідальним за створення багатофункціональної бортової РЛС МТ-2 Х-діапазону для БПЛА «Оріон».

### Озброєння
На БПЛА «Оріон» можливо встановити різні типи боєприпасів, для яких передбачено чотири підвіски на планері.
Серед боєприпасів:
- керована малогабаритна авіаційна ракета Х-50;
- корегована малогабаритна авіаційна бомба КАБ-20;
- керована планувальна авіабомба УПАБ-50 (з бойовою частиною від БМ-21);
- корегована малогабаритна авіаційна бомба КАБ-50 (з бойовою частиною від БМ-21);
- некерована малогабаритна авіаційна бомба ФАБ-50.
- керована авіаційна ракета для застосування з безпілотників — Х-БПЛА[12] та S8000 («Бандероль»)[13].

Перелічені боєприпаси можуть мати різні типи наведення: за лазерним променем, теле- та тепловізійним каналами.

## Склад комплексу
Повний склад комплексу включає:
- модуль розміщення операторів;
- модуль радіотехнічних засобів;
- модуль управління зльотом і посадкою;
- 4 — 6 БПЛА «Оріон».

## ТТХ (експортної версії)

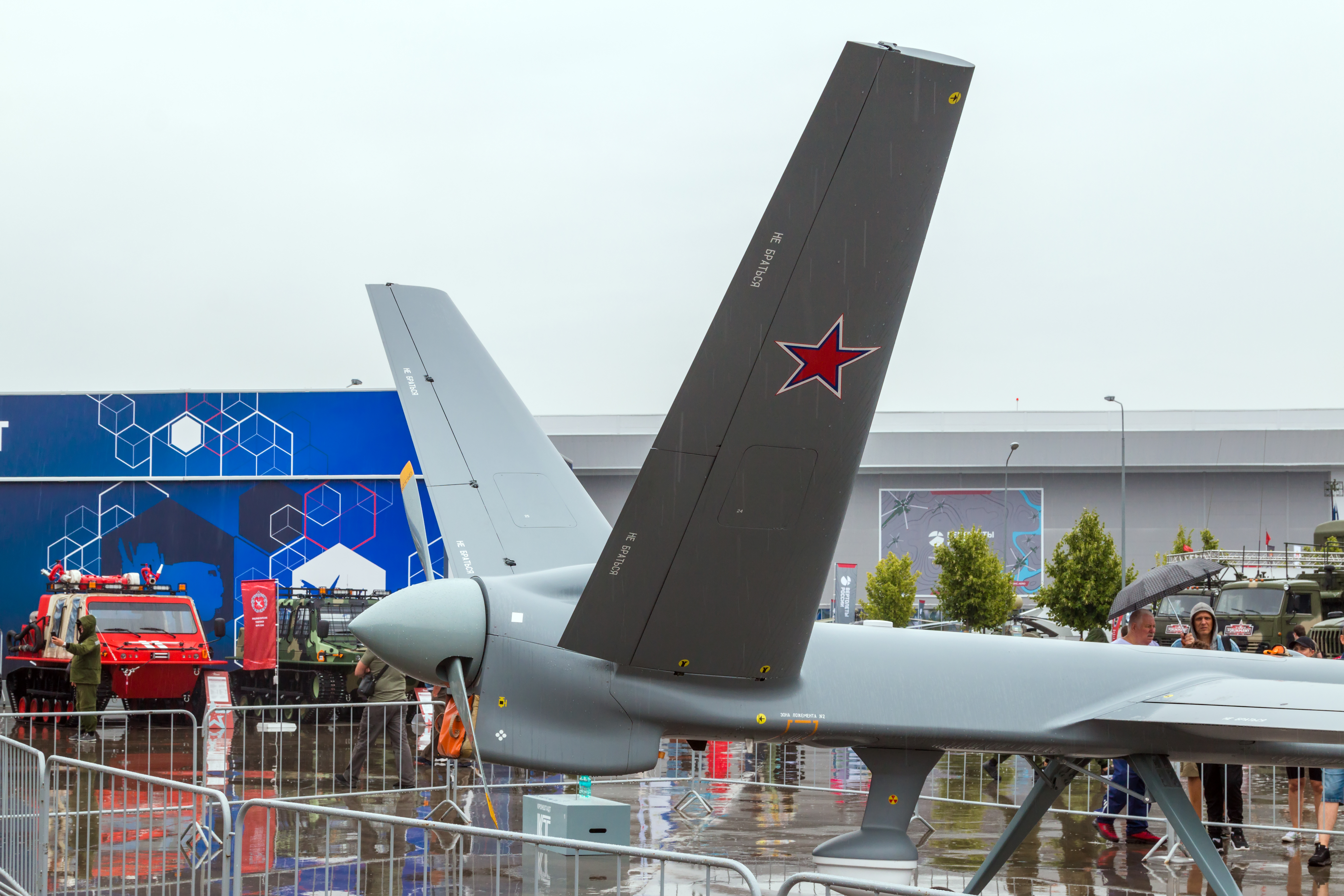
Хвостове оперення та двигун.

Характеристики комплексу БПЛА «Оріон-Е» згідно з презентацією розробника:
- маса корисного навантаження: 200 кг;
- злітна вага: 1000 кг;
- радіус застосування: 250 км;
- тривалість польоту: 24 години;
- висота польоту: 7500 м;
- швидкість польоту: 200 км/год[15]

## Бойове застосування

### Російська інтервенція в Сирію
21 лютого 2021 року російська пропаганда поширила відео бойового застосування «Оріонів» у Сирії. У сюжеті було зазначено, що російський БПЛА здійснив до 40 розвідувальних та бойових вильотів. Були продемонстровані кадри застосування авіаційного, в тому числі нібито і керованого озброєння: неназваних бомб та ракет.

### Російсько-українська війна

Збитий російський БпЛА «Оріон» 9 квітня 2022.

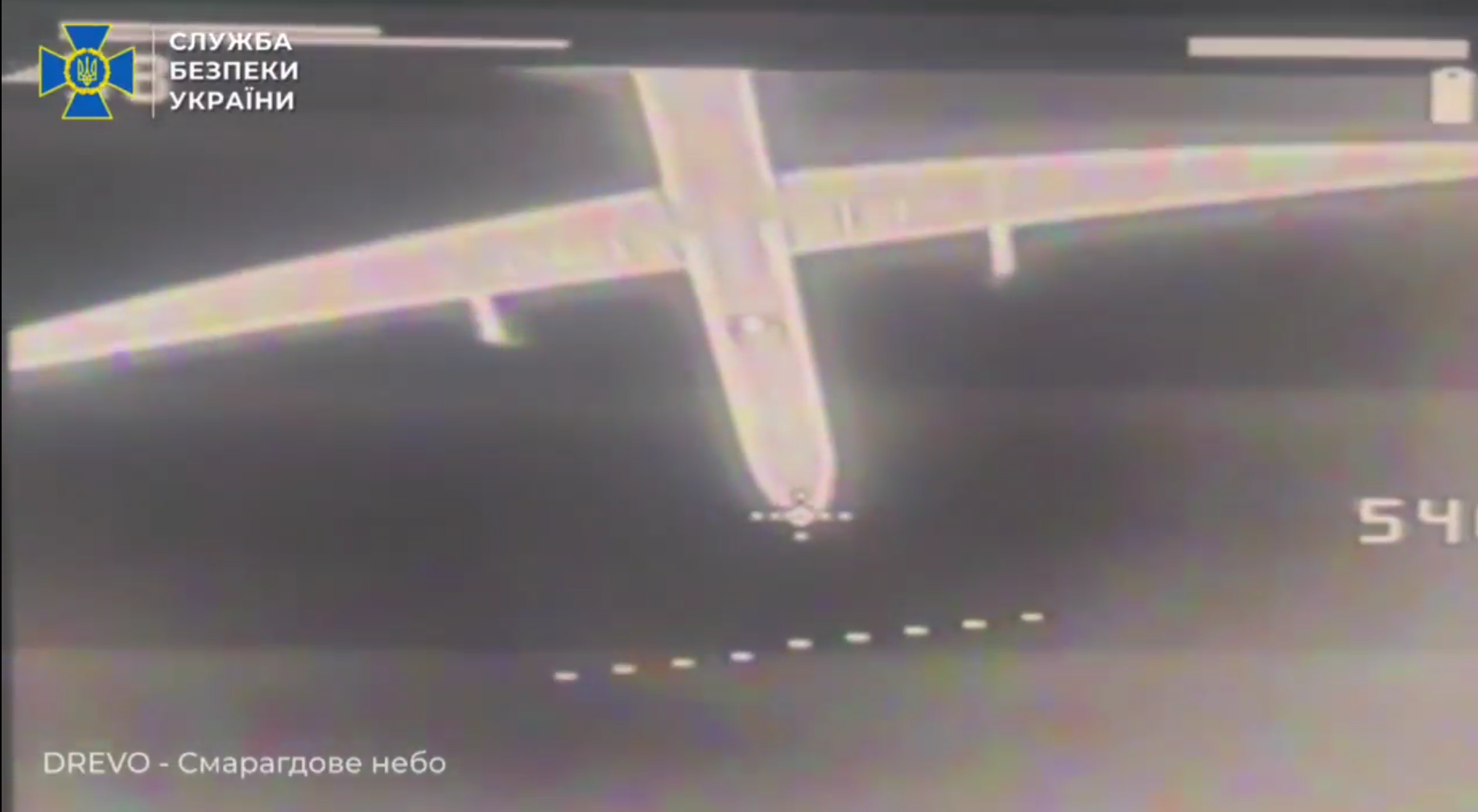
Російський безпілотник «Оріон» за мить до збиття, знятий українським перехоплювачем 26 липня 2025.

- 8 квітня 2022 року Командування Повітряних сил ЗС України повідомило про знищення БпЛА «Оріон» та опублікувало фотографії збитого апарата[17]. Безпілотник був знищений підрозділами зенітних ракетних військ. Подія сталася 7 квітня, однак офіційне повідомлення з'явилося наступного дня[18]. Ймовірно, збитий апарат базувався на аеродромі поблизу тимчасово окупованої Феодосії у Криму, куди у 2021 році було передано цей зразок російської техніки для набуття практичного досвіду його бойового застосування[18].

- 15 листопада 2022 року ОК «Південь» повідомило про збиття розвідувально-ударного БпЛА «Оріон» над Херсонською областю під час відбиття масованого ракетного удару[19].

- 9 лютого 2023 року близько 15:00 на Херсонщині силами протиповітряної оборони повітряного командування «Південь» було знищено ворожий розвідувально-ударний безпілотник «Оріон»[20].

- 31 серпня 2024 року на території Курської області силами Збройних сил України було знищено ворожий БпЛА «Оріон»[12].

- 20 жовтня 2024 року над Курською областю Збройні сили України збили ворожий БпЛА «Оріон», озброєний чотирма ракетами Х-БПЛА[12]. Для знищення апарата було застосовано зенітний ракетний комплекс малої дальності «Стріла-10»[21].

- 26 липня 2025 року бійці ЦСО «А» СБУ знищили ворожий БпЛА «Оріон» за допомогою дрона-перехоплювача[22] [уточнити].

Нідерландське незалежне видання Oryx підтверджує втрату дев'яти БпЛА «Оріон».

## Оператори

### Російська Федерація
Перший дослідний зразок для випробувань було побудовано 2015 року.
Росія для потреб міністерства оборони отримала для дослідної експлуатації перші ударні БПЛА «Оріон» ще у квітні 2020 року.
У серпні 2020 року було підписано перший контракт на постачання вже серійних безпілотних літальних апаратів «Оріон» для потреб ЗС Росії.
В жовтні 2020 року російські військові отримали перші середньовисотні ударні БПЛА великої тривалості польоту «Оріон».
Переданий комплекс складається з трьох безпілотних літальних апаратів та двох машин управління.
На початку 2021 року директор компанії «Кронштадт» повідомив, що цього року має розпочати роботу серійний завод і протягом року російські військові отримають 7 комплексів (до складу кожного входить три БПЛА).